# Lustigkulle-Rågåstjärn
Lustigkulle-Rågåstjärn är ett naturreservat i Smedjebackens kommun i Dalarnas län.
Området är naturskyddat sedan 1996 och är 50 hektar stort. Reservatet består av talldominerad skog på Rågåsen och en biås.